# Commophila
Commophila is een geslacht van vlinders van de familie bladrollers (Tortricidae).

## Soorten
- C. aeneana

Koningsmantelmot (Hübner, 1800)
- C. nevadensis Traugott-Olsen, 1990